# 반교권주의
반교권주의(反敎權主義, Anti-clericalism) 또는 반성직자주의(反聖職者主義), 반성직권주의(反聖職權主義)는 로마 가톨릭교회나 가톨릭교회 성직자들의 권위주의에 반대하는 사상을 말한다. 로마 가톨릭교회와 성직자들의 권력을 존중하는 교권주의와 반대되는 사상이다. 대표적인 반교권주의는 종교 개혁가들이 '오직성서'를 주장하면서 종교개혁 당시 로마 가톨릭의 권위주의를 반대한 사건이다. 신앙의 권위는 성서에서 나오지, 교회나 성직자의 권위에서 나오지 않는다고 주장하면서 로마 가톨릭교회의 권위주의를 비판한 것이다. 특히 19세기 프랑스 제3공화국과 멕시코 등 라틴아메리카 등에서 일어났던 반교권주의 운동이 대표적이다.

## 프랑스 제3공화국

### 레옹 강베타
프랑스 제3공화국 당시 공화주의 정치가들 사이에서 반교권주의가 강했다. 정치가 레옹 강베타는 "교권주의는 프랑스 제3공화국의 적"이라고 선언해 유명하다. 총리를 지낸 쥘 페리는 교권주의의 상징이자 사회적 지탄의 대상이었던 예수회를 추방하였다. 또한 이들 단체에 소속된 사람들은 어떤 교육기관에서든 대표자나 교사가 되는 것을 금지한 일련의 법령(1880~81)을 발표했는데 이는 프랑스의 반교권주의 운동으로 손꼽힌다. 반면 교권주의자들과 보수 정치세력은 제3공화국 내내 교육에 대한 국가 관리 통제를 비판하며 자유교육을 주장하였다.
이들이 주장한 자유교육이란 곧 로마 가톨릭교회의 종교교육이었다. 때문에 반교권주의자들은 이들에 맞서 공공교육 영역에서 가톨릭교회를 추방하기 위해 전력을 기울였고 그 결실이 쥘 페리의 교육 개혁이다. 한편 제3공화국 당시 급진공화파 신문인 '르 라디칼(Le Radical)'은 1900년에 공화파 문인들의 《교권주의의 범죄들》이라는 책을 출간해 로마 가톨릭교회가 보수 정치권력과 결탁하여 저지른 각종 해악들, 그리고 가톨릭 교회가 이성과 과학의 발전을 저해한 것에 대해 신랄하게 비판했다.

### 1901년 결사법
드레퓌스 사건으로 나라가 큰 홍역을 치른 프랑스 제3공화국은 드레퓌스 사건의 배후와 1877년 5월 16일의 왕당파 막마옹의 쿠데타와 블랑제주의가 모두 로마 가톨릭교회의 선동에 있다며 교권주의 세력을 비판했다. 드레퓌스 사건을 통해 급진공화파가 배운 교훈은 로마 가톨릭교회가 정치권력과 결탁하면 공화국을 위기로 빠뜨릴 수 있다는 사실이었다. 따라서 공공교육에서 종교교육을 폐지하고 예수회를 추방시키기 위해 1901년 7월 1일 결사법을 제정했다. 
이 결사법은 개인의 자유과 권리 확대를 중시한 발데크 루소의 1899년 법률안을 기초로 하였다. 법안이 하원에 제출되자 교황은 "가톨릭의 자유를 위해"결사가 필요하다고 강조했고 공화파는 결사의 자유가 가톨릭 교권주의자들의 공화국 반대 활동을 목적으로한 결사체의 증대를 낳을 수 있다며 걱정하였다. 따라서 이 법 제정의 논의는 결사의 자유가 아닌 예수회 등 가톨릭교회 수도회에 관한 규정들에 집중되었다. 
이에 대해 왕당파와 교권주의자들은 "모두를 위한 자유"를 부르짖었고, 공화파들은 공화국을 흔드는 예수회 등 수도회에 무한한 자유를 줄 수 없다고 주장하였다. 이 결사법은 6월 22일 하원에서 표결에 들어갔고 찬성 189대 반대 95표로 통과되었다. 이 결사법에 따라 예수회 등 모든 가톨릭교회 수도회는 국가의 등록과 강력한 규제를 받게 되었다. 이 결사법은 프랑스의 교권주의를 제지하고 훗날 1905년 정교분리법인 ‘국가와 종교 분리에 대한 법(불어:loi de separation des Eglises et de l'Etat, 영어:1905 French law on the Separation of the Churches and the State)’의 기틀이 되었다.

## 스페인

### 나폴레옹 헌법
가톨릭 절대 왕정이었던 스페인에서는 반교권주의가 발붙일 여지가 거의 없었다. 그러다 프랑스 대혁명 이후 나폴레옹의 군대가 1808년 스페인을 공격하면서 반교권주의 움직임에 불이 붙었다. 나폴레옹은 1812년 제정된 헌법을 통해 악명높은 종교재판소를 폐지시켰다. 그러나 1814년 페르디난드 7세가 다시 왕권을 되찾음으로 이 헌법은 폐지되었다.

### 제2공화국
1931년 혁명을 통해 수립된 스페인 제2공화국에서는 프랑스 제3공화국의 법률을 제정하여 로마 가톨릭교회의 재산을 몰수하고 예수회를 추방시켰다. 거기에 분노한 군중들은 가톨릭교회와 수도원을 공격하고 사제와 수녀들이 살해당하는 등 극심한 피해를 입게되었다. 이에 맞서 가톨릭교회는 자체적으로 군대를 소집하고 프란시스코 프랑코 장군과 함께 공화국에 대해 전쟁을 선포했다. 프랑코의 독재정권은 공화파와 전쟁에 승리한 후 반교권주의 법률들을 폐지하고 공화파들을 무자비하게 탄압했다.

## 같이 보기
- 계몽시대
- 불가지론
- 무신론
- 아나키즘
- 반가톨릭주의
- 교권주의
- 공산주의
- 기독교 아나키즘
- 이신론
- 드니 디드로
- 자유사상
- 좌익
- 세속적 인본주의
- 세속화
- 토머스 페인
- 볼테르